# Magistrat

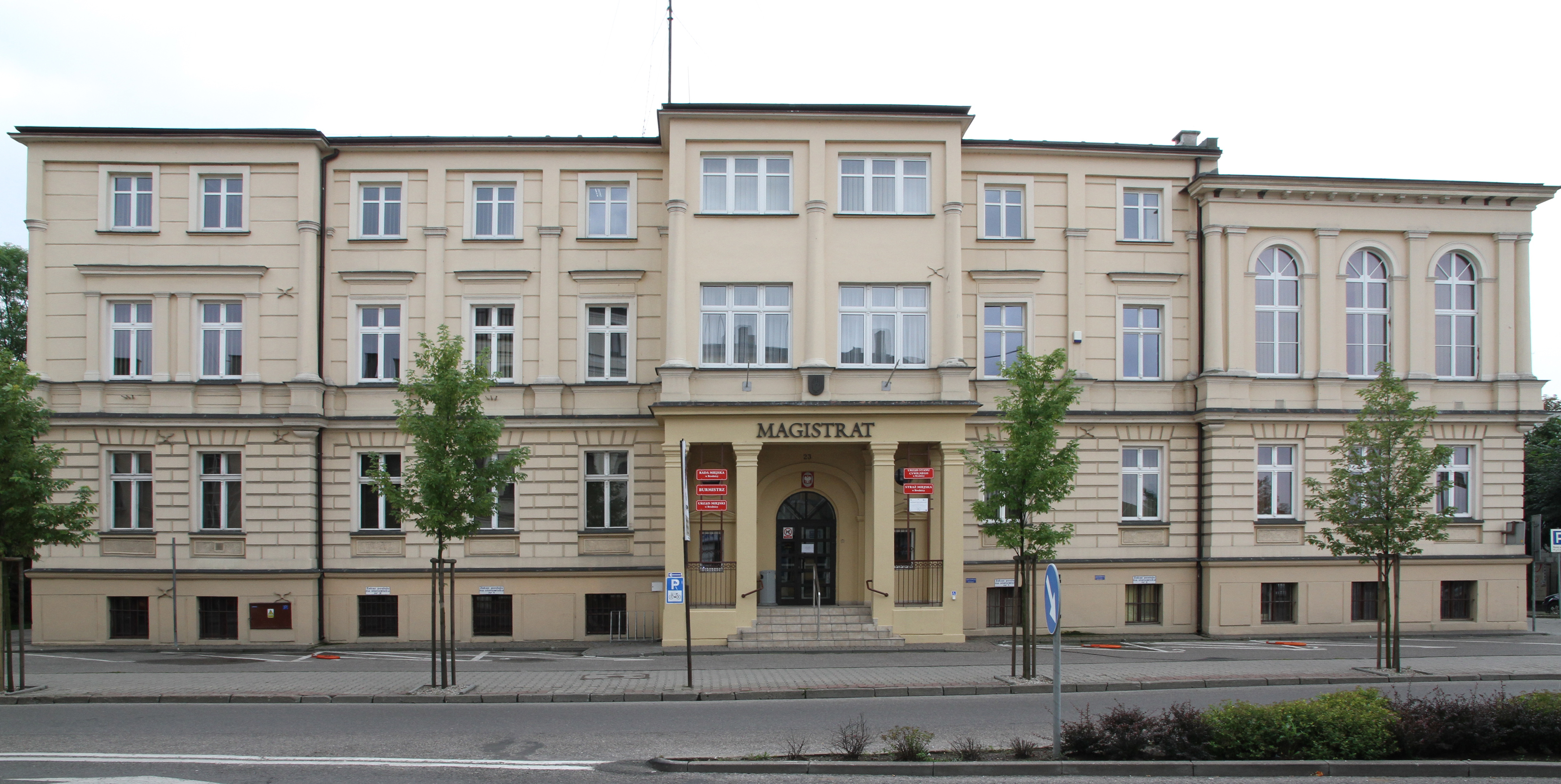
Magistrat w Brodnicy

Magistrat – zarząd miasta, urząd municypalny.
Jest to władza wykonawcza, rządząca miastem w granicach przyznanego mu samorządu. Różni się od rady miejskiej, która jest ciałem obradującym i kontrolującym.
Potoczne określenie organu wykonawczego samorządu terytorialnego w miastach.
W innych znaczeniach magistrat jest albo określeniem budynku, w którym siedzibę mają władze miasta (niekiedy dla odróżnienia od historycznego lub zabytkowego ratusza), albo całego urzędu miasta (zarządu miejskiego wraz z aparatem urzędniczym).

## W Polsce
Magistrat był w Polsce nazwą oficjalną do 1933, kiedy ustawa scaleniowa (o częściowej zmianie ustroju samorządu terytorialnego) przemianowała magistraty na zarządy miejskie. Mimo to była używana w języku potocznym do 1950 (do czasu likwidacji samorządu) i jest ponownie od 1990 (po jego restytucji), także w dokumentach urzędowych (m.in. przez Urząd Miasta Krakowa).